# Мысики (Зеньковский район)
Мысики (укр. Мисики) — село,
Челно-Федоровский сельский совет,
Зеньковский район,
Полтавская область,
Украина.
Код КОАТУУ — 5321387208. Население по переписи 2001 года составляло 73 человека.

## Географическое положение
Село Мысики находится на расстоянии в 1 км от села Челно-Федоровка и в 0,5 км от села Кольченки.
По селу протекает пересыхающий ручей с запрудой.

## История
Есть на карте 1869 года как Мясники